# Afritrophon
Afritrophon is een geslacht van weekdieren uit de klasse van de Gastropoda (slakken).

## Soorten
- Afritrophon agulhasensis (Thiele, 1925)
- Afritrophon inglorius Houart, 1987
- Afritrophon insignis (Sowerby III, 1900)
- Afritrophon kowieensis (Sowerby III, 1901)